# Milan Platovsky
Milan Platovsky Stein (Praga, 21 de agosto de 1922 - Santiago, 29 de diciembre de 2012) fue un empresario chileno-checo de origen judío, superviviente del Holocausto.
Hijo de un empresario y de una miembro de la alta burguesía checa, vivió una infancia despreocupada. A los 17 años, en medio del hostigamiento sistemático sufrido a raíz de las políticas nazis, fue sometido a trabajos forzados y diversos vejámenes. Ya en curso la Segunda Guerra Mundial, fue conducido a diversas unidades de exterminio, como las de Auschwitz y Sachsenhausen. Esta experiencia, como otras de su vida, las haría públicas en textos, de entre los que destaca Sobre vivir: Memorias de un resiliente, del año 1997.
Llegó a Chile desde Francia en el año 1950, escapando del comunismo, el cual avanzaba en Europa tomando el control de Checoslovaquia bajo una dictadura.
En 1955 se hizo socio de Mellafe y Salas, compañía ligada a Rafael Mellafe y Sergio Salas que se dedicaba a armar radiotransistores, tocadiscos, televisores y batidoras, y que durante cuarenta años representó en Chile a la marca Panasonic.
En 1972, durante el Gobierno del presidente Salvador Allende, de orientación marxista, se autoexilió en México, donde asumió como vicepresidente para América Latina de Motorola. Depuesto éste por el Golpe de Estado del 11 de septiembre de 1973, regresó a Chile y recuperó la empresa, la cual le había sido expropiada.
Luego de una reorganización de esa firma, en los años '90 dedicó sus esfuerzos a otro negocio familiar, su participación en la acuícola Seafood Resources.
Casado con la también checa Jana Turek (fallecida en 2007), fue padre de tres hijos, entre los que se cuenta Daniel, último presidente del disuelto diario chileno La Nación.